# Dior (cântec)

„Dior” este o melodie a rapperului american Pop Smoke. Produs de producătorul britanic 808Melo (Andre LoBlack), a fost lansat pentru prima dată pe mixtape-ul de debut al lui Pop Smoke Meet the Woo pe 26 iulie 2019, dar a fost lansat ca single pentru mixtape-ul său de al doilea an Meet the Woo 2. „Dior” deține singura distincția de a fi inclusă în toate cele trei lansări comerciale ale lui Pop Smoke, inclusiv Meet the Woo, Meet the Woo 2 și Shoot for the Stars, Aim for the Moon, servind drept bonus pentru ultimele două. Este singura melodie a lui Pop Smoke care apare pe fiecare proiect pe care l-a lansat vreodată.
După moartea lui Pop Smoke, pe 19 februarie 2020, „Dior” a devenit primul său hit solo pe Billboard Hot 100. A continuat să ajungă la numărul 22 după lansarea Shoot for the Stars, Aim for the Moon. Piesa a primit o nominalizare pentru cea mai bună interpretare rap la cea de-a 63-a ediție a premiilor Grammy.

## Remix
Remixul oficial al melodiei, cu rapperul american Gunna, apare pe ediția de lux a Meet the Woo 2, care a fost lansată la câteva zile după cea originală.

## Moștenire
Dior va cădea ca una dintre cele mai iconice melodii ale lui Pop Smoke lansate înainte de moartea sa. De asemenea, marca Dior a câștigat multă popularitate datorită piesei.
Deși piesa nu este despre brutalitatea poliției sau rasism, a devenit un imn popular folosit în timpul protestelor lui George Floyd ca simbol al rezistenței.
„Dior” este prezentat pe coloana sonoră a jocului video de simulare baschet NBA 2K21.

## Personal
Credite și personal pentru „Dior” și remix-ul oficial, adaptat din Tidal.
Muzicieni
- Bashar Jackson – artist principal, textier, compozitor
- Sergio Kitchens – artist prezentat, vocalist rap (remix)

Tehnical
- Andre Loblack – producător, textier, compozitor, programator
- Vic Wainstein – inginer de înregistrare, personal de studio
- Yung Ave – inginer de înregistrare, personal de studio
- Jaycen Joshua – mixer, personal studio
- DJ Riggins – asistent mixer, personal studio
- Mike Seaberg – asistent mixer, personal studio
- Jacob Richards – asistent mixer, personal studio
- Colin Leonard – inginer mastering, personal studio (remix)
- Corey "Cutz" Nutile – inginer de înregistrare, personal de studio (remix)